# Metaphysikkritik
Mit dem Ausdruck Metaphysikkritik bezeichnet man zusammenfassend philosophische Auffassungen, die metaphysische Erklärungen oder Erklärungssysteme kritisieren oder in Frage stellen – ob und wie diese möglich sind. Dabei werden die Thesen und Begriffe, aber auch die Methoden klassischer Ansätze der philosophischen Disziplin der Metaphysik einer Überprüfung unterzogen.

## Gegenstand der Metaphysik
Die philosophische Disziplin der Metaphysik beschreibt zum einen Grundstrukturen der Realität, die nicht Gegenstand von einzelnen Erfahrungserkenntnissen oder von naturwissenschaftlichen Erklärungen sein können, sondern darüber hinausgehen oder ihnen zugrunde liegen. Darüber hinaus beinhaltete die Metaphysik bis zur Entstehung spezifischer Kultur-Geisteswissenschaften neben der Naturphilosophie auch die rationale Auseinandersetzung über Gegenstände, die nicht zur Natur im Sinne von griechisch φύσις, physis zählen. (Zur Ideen- und Begriffsgeschichte siehe auch die Artikel Metaphysik, Naturwissenschaft, Physik und Geschichte der Physik.) Klassische Gegenstände der Metaphysik sind u. a. Wesensfragen, ideelle Objekte (z. B. Universalien), aber auch philosophische Konzeptionen der Seele, des Geistes oder der Göttlichkeit. Davon werden bereits seit der Antike Ethik, Mathematik und Logik abgegrenzt, obwohl durchaus Zusammenhänge bestehen – so setzten etwa bestimmte Systeme ethischer Gebote ein metaphysisches Modell für Handlungen voraus. Im modernen kulturellen Diskurs wird der Ausdruck „Metaphysik“ auch aufweichend für eine harmonische, die Welt insgesamt erklärende und auf einen letzten Sinn beziehende Weltanschauung gebraucht.

## Kants Metaphysikkritik
Immanuel Kant entwickelt im letzten Viertel des 18. Jahrhunderts eine grundlegende Kritik an traditionellen metaphysischen Inhalten und Verfahren. Diese stammten zum Teil aus der Scholastik, Kant lagen sie aber historisch in rationalistischen Rekonstruktionen, zuletzt von Leibniz und Wolff vor. Sein erkenntnistheoretisches Programm formuliert Kant v. a. in der Kritik der reinen Vernunft und den Prolegomena.
Gegen die klassischen Verfahren der Begriffszergliederung und des indirekten Beweises führt Kant an, dass erstere keine Erweiterung der Erkenntnis ermöglicht, letzterer hingegen zu notwendigen Widersprüchen führen kann, wie sie Kant in den Antinomien der reinen Vernunft beschreibt.
Wichtige Fragen der klassischen Metaphysik müssen Kant zufolge notwendig unbeantwortet bleiben, da prinzipiell keine Möglichkeit besteht, etwas von den Eigenschaften der Objekte zu wissen, die traditionell in metaphysischen Systemen als Basis vorausgesetzt werden. Diese sollen nämlich übernatürliche, unabhängige Substanzen sein – Kant spricht von „Dingen an sich“. Diese Übernatürlichkeit aber macht nach Kant gerade ihre wesentlichen Eigenschaften nicht erfahrbar, denn Erkenntnis und Wissen sind auf die indirekte Vermittlung der Inhalte durch die Strukturen der Sinnlichkeit und des Denkens angewiesen. Erkennbar ist bei Kant daher nur, welche Wirkungen Gegenstände auf das Bewusstsein haben, und diese wieder nur so weit, wie sie sich gedanklich nachvollziehen lassen. Der Eigenanteil, den Sinnlichkeit und Verstand in das Erleben und in die Inhalte des Bewusstseins einbringen, lässt sich im konkreten Fall aber nicht abgrenzen.

### Transzendentalphilosophisches Programm
Kant schlägt ein neues Programm für die Metaphysik vor: Statt ein Wissen von Dingen an sich anzustreben, soll die Metaphysik die allgemeinen Strukturen der Erkenntnisvermögen (Sinnlichkeit und Verstand) untersuchen, die die Erkenntnis einzelner Sachverhalte, also Urteile, ermöglichen. Diese allgemeinen Voraussetzungen („Bedingungen der Möglichkeit“) jeder Erkenntnis heißen in Kants Terminologie kurz transzendentale Prinzipien. Dazu gehören:
- die reinen Grundbegriffe unseres Verstandes, die Kategorien (zum Beispiel die Kausalität),
- die Formen unserer sinnlichen Anschauung: die linear-kontinuierliche, gerichtete Zeit als innere Anschauungsform und der euklidische Raum als äußere. Gegenstände der Natur sind in Zeit und Raum, mentale Zustände nur in der Zeit.
- die Ideen unserer Vernunft

Kants zentrale These ist, dass mit den beiden ersten Gruppen der transzendentalen Prinzipien Erkenntnisse begründbar sind, die den besonderen Status von reinen synthetischen Urteilen a priori haben. Diese Grundsätze sind keine Aussagen über die Welt „an sich“ mehr, aber notwendige Regeln für die Welt, so wie sie uns erscheint. Synthetische Urteile sind nach Kant solche, deren Wahrheit nicht durch Begriffszergliederung, sondern durch ihre Bedeutung für die allgemeinen Strukturen der Sinnlichkeit erkannt wird. Im Gegensatz dazu wird bei analytischen Urteilen der propositionale Gehalt als Beziehung zwischen Intensionen der beteiligten Begriffe erkannt und ist also wahr dank semantischer Implikation. Kants Unterscheidung von Urteilen „a posteriori“ und „a priori“ betrifft ihr Verhältnis zur Sinneserfahrung: Wenn der Sachverhalt, der im Urteil erkannt wird, durch Sinneseindrücke vermittelt wird, heißt das Urteil „a posteriori“, sonst „a priori“. Urteile heißen „rein a priori“, wenn sie nicht einmal empirische Begriffe, die aus der Erfahrung stammen, verwenden, sondern nur die Begriffe des Verstandes und Begriffe, die sich auf die reinen Formen der Anschauung beziehen. Kant zufolge haben viele traditionelle metaphysische Thesen, die auch die Ideen der Vernunft miteinbeziehen, den Status möglicher reiner synthetischer Urteile a priori, d. h., wir können uns ihrer Wahrheit nicht sicher sein. Insofern dies aber auch für ihre Negation gilt, können sie weder bestätigt noch widerlegt werden.
Kants Programm einer „Kritik der Vernunft“ unterscheidet (der etymologisch ursprüngliche Wortsinn von Kritik) also die möglichen Erkenntnisse, die sich in den Strukturen von Anschauung und Denken bewegen, von unmöglichen, aber traditionell beanspruchten, die diese Grenzen überschreiten.

## Historische Entwicklung seit dem 19. Jahrhundert
Die Philosophie des Deutschen Idealismus, die im 19. Jahrhundert tonangebend wurde, übernahm zum Teil Kants Kritik der traditionellen Metaphysik. Die Unentscheidbarkeit transzendenter synthetischer Urteile a priori ermöglichte aber neue Systementwürfe, die diese durch „Setzung“ bestimmten. Da unter diese Urteile auch die Existenz des Erkenntnissubjekts als unabhängige Substanz fällt, konnte Kants erkenntnistheoretisches Programm scheinbar ohne Weiteres in neue „Metaphysiken“ integriert werden.
Erst mit dem Aufkommen des Positivismus und der Ablehnung des deutschen und britischen Idealismus durch die britischen Philosophen G. E. Moore, Bertrand Russell oder etwa den Sensualismus von Ernst Mach kam es auch wieder zu einer Kritik der Metaphysik. Die Linguistische Wende stellte nicht nur die Erkennbarkeit oder Wahrheit, sondern sogar den Sinn der traditionellen wie idealistischen metaphysischen Urteile, sofern diese Transzendentes zum Gegenstand hatten, in Frage. Beim frühen Ludwig Wittgenstein mündeten diese Zweifel im Diktum:

„Wovon man nicht sprechen kann, darüber muss man schweigen.“

Immerhin billigte Wittgenstein in dieser Phase der Metaphysik den Bereich der individuellen „mystischen“ Erfahrung als Reservat zu, diese war seiner Meinung nach aber prinzipiell unkommunizierbar.

### Metaphysikkritik des logischen Empirismus
Der Wiener Kreis – eine etwa um 1922 entstandene Diskussionsgruppe um Moritz Schlick, Rudolf Carnap, Kurt Gödel, Friedrich Waismann, Otto Neurath u. a. – vertrat einen sogenannten logischen Empirismus. Damit war eine methodische Einschränkung der Erkenntnistheorie auf die Analyse logischer Beziehungen einerseits und auf wissenschaftlich verlässliche empirische Erkenntnisweisen andererseits. Alles darüber Hinausgehende war diesem Programm zufolge kein Gegenstand möglichen Wissens; es richtete sich entschieden gegen die Forschungsprogramme des Neukantianismus und des britischen Idealismus. Überhaupt jeder Versuch, Wahrheiten auszumachen, die nicht auf naturwissenschaftliche Beobachtungen und deren Ausdruck, die Beobachtungssätze, reduzierbar waren, wurde vom Wiener Kreis als „metaphysisch“ abgelehnt. Ausgangspunkt war ein verifikationistisches Sinnkriterium: Der Sinn eines sprachlichen Ausdrucks wurde mit der Methode, ihn zu verifizieren, gleichgesetzt, d. h. mit den wissenschaftlich bestätigten Verfahren, mittels der wir das Bestehen des entsprechenden Sachverhalts feststellen können.
Rudolf Carnaps Aufsatz Überwindung der Metaphysik durch logische Analyse der Sprache (1932) zeigt schon im Titel die metaphysikkritische Ausrichtung. Seiner These zufolge sind metaphysische Sätze lediglich Scheinsätze. Gemeint ist: Sie besitzen zwar die grammatikalische Form eines sinnvollen Satzes, bringen jedoch keinen möglichen (denkbaren, aber nicht erforderlich existierenden) Sachverhalt zum Ausdruck – sie können also gar nicht wahr oder falsch sein. Scheinsätze entstehen nach Carnap auf zweierlei Arten: Zum einen dadurch, dass in einem Satz Wörter verwendet werden, die keine Bedeutung besitzen, da die so gebildeten Sätze empirisch nicht überprüfbar seien. Zum anderen entstehe ein Scheinsatz, wenn Wörter miteinander verknüpft werden, die fundamental unterschiedlichen semantischen Kategorien entstammen. So wird in dem Satz „Cäsar ist eine Primzahl“ das Wort „Primzahl“, das nur auf Zahlen anwendbar ist, auf ein Wort bezogen, das keine Zahl bezeichnet: „Cäsar“. Dieser Satz ist somit weder wahr noch falsch, sondern sinnlos. Zudem müsse nach Carnap der Sinn einer Aussage angegeben werden, wenn sie einen neuen oder zweifelhaft legitimen, d. h. hinsichtlich seiner wissenschaftlichen Verwendbarkeit strittigen Begriff enthält. Dafür sei es notwendig und hinreichend zu nennen, in welchen Fällen von Erfahrung sie wahr und in welchen sie falsch sein soll. Die Sinnlosigkeit metaphysischer Sätze liegt nun an ihrer von Kant bestimmten Charakteristik: Da sie synthetische Urteile a priori sein sollen, die sich empirischer Erkenntnis generell entziehen, seien sie per se sinnlos. Die Daseinsberechtigung der Metaphysik besteht laut Carnap nur darin, wie die Kunst ein Lebensgefühl zum Ausdruck zu bringen: „Metaphysiker sind Musiker ohne musikalische Fähigkeit“.

### Analytische Kritik am logischen Empirismus
Die Dichotomie von analytisch und synthetisch, wie sie Carnap zugrunde legte, hat Willard Van Orman Quine bestritten und Anhängern von Carnaps Position die unkritische Vertretung von zwei Dogmen des Empirismus vorgeworfen: Quine zufolge wird die analytisch-synthetische Unterscheidung von diesen einfach vorausgesetzt, obwohl es nur vage Kriterien für sie gibt. Insofern lässt sich aber auch die Abgrenzung der Metaphysik aus dem Bereich des möglichen Wissens nicht mehr halten. Nach Quine stehen vielmehr alle innerhalb einer Theorie der Welt als wahr ausgezeichneten Sätze, Überzeugungen, in einem holistischen Zusammenhang, insofern sie sich gegenseitig stützen. Carnaps Bestimmung von „analytisch“ sei dabei ein Missverständnis der Tatsache, dass in diesem Netzwerk einige Überzeugungen eine wichtigere Rolle spielen, insofern sie viele Sätze stützen, ohne von ihnen gestützt zu werden. Sie erscheinen daher als notwendig und selbstverständlich. Andere Sätze haben nur eine periphere Funktion. Werden sie durch Erfahrung widerlegt, so bedroht das die Gesamtstruktur nicht, insofern auch die Negation eine Funktion im Netzwerk einnehmen kann. Diese Sätze erscheinen daher eher kontingent und synthetisch zu sein. Eine Kritik oder sogar Ablehnung der Metaphysik kann demnach nicht mehr auf Basis der Frage nach dem empirischen Gehalt metaphysischer Sätze gestellt werden, wohl aber, indem ihre Funktion für unsere Überzeugungssysteme untersucht wird.
Die Vertreter der Philosophie der normalen Sprache wiesen den semantischen Unterbau des logischen Empirismus zurück und konnten durch semantische Analysen (Gilbert Ryle) metaphysischen Ausdrücken und Behauptungen wieder eine sprachliche Funktion zuweisen. Allerdings führt diese nicht zu einer Rehabilitation der traditionellen Metaphysik. Peter Strawson setzt an deren Stelle sein Programm einer „deskriptiven Metaphysik“, das nicht mehr die Strukturen der Welt erforschen will, sondern die logische Struktur des Denkens, die dem alltäglichen Sprachgebrauch zugrunde liegt.
Auch der kritische Rationalismus von Karl Popper weist das Sinnkriterium des logischen Empirismus zurück und führt stattdessen Falsifizierbarkeit als Kriterium der Abgrenzung von Sätzen der empirischen Wissenschaft von metaphysischen Sätzen ein. Sätze der empirischen Wissenschaft müssen sich Popper zufolge vor allem dadurch auszeichnen, dass sie einen empirischen Gehalt derart haben, dass Erfahrungen vorstellbar sind, die sie widerlegen. Dieser Falsifikationismus schließt damit viele Thesen der traditionellen oder der idealistischen Metaphysik aus dem Bereich der empirischen Wissenschaft aus.

### Kontinentalphilosophische Metaphysikkritik
Im Laufe des 19. und 20. Jahrhunderts wurde von verschiedenster Seite die methodische Grundanlage traditioneller metaphysischer Erklärungen kritisiert. Ende des 19. Jahrhunderts beispielsweise von Friedrich Nietzsche und zu Beginn des 20. Jahrhunderts von Vertretern der Lebensphilosophie, der Existenzphilosophie und des Existenzialismus.
Einige destruktive Kritikpunkte der Metaphysik stammen von Friedrich Nietzsche, der die Entstehung der Metaphysik bei Sokrates und Platon durch die Einführung „einer (falschen) Welt hinter der (wahren) Welt“ meinte, durch die die Metaphysik die einzige „wahre Welt“ abwerteten sollte. Nietzsche sah in der Metaphysik und im Christentum (das er in der Vorrede zu Jenseits von Gut und Böse „Platonismus für's 'Volk'“ nannte), eine Reihe entfremdender Projektionen, die durch die Angst vor der Ungewissheit und Sinnlosigkeit der Existenz verursacht werden. Dies hätte zu einer nihilistischen Leugnung des konkreten und realen Lebens geführt.
In der Ablehnung der Metaphysik zeigt sich eine Parallele zwischen Carnap und Martin Heidegger, obwohl dieser Carnap (und auch Nietzsche) selbst für einen unbewussten Metaphysiker hielt. Heidegger begreift die Geschichte der Metaphysik als eine Manifestation der Geschichte des Seins selbst: Das Sein offenbart sich im Denken durch die Definitionen, die verschiedene Denker ihm nach und nach gegeben haben, beispielsweise als: „φύσις, λόγος…ἰδέα, ενέργεια, Substantialität…Wille, Wille zur Macht, Wille zum Willen“, bis zu dem Punkt, dass es auf Nichts reduziert wird, das heißt, bis zur Aufhebung der „ontologischen Differenz“ zwischen dem Sein und dem Seienden. Metaphysik ist also nichts anderes als eine der Erscheinungsformen des Seins, aber da das Sein sich nur durch die Seienden manifestieren kann, die jedoch kein Sein sind, es sich daher gleichzeitig offenbart und verbirgt.
Aber auch die frühe und die späte kritische Theorie wandten sich gegen die traditionelle Metaphysik, da sie sie verdächtigten, Ausdruck einer Ideologie der herrschenden Klassen zu sein.
In der Spätmoderne erfolgte eine Kritik vor allem durch Autoren, die üblicherweise dem Strukturalismus, Poststrukturalismus oder der sog. Postmoderne zugerechnet werden, darunter beispielsweise Michel Foucault, Emmanuel Levinas oder Jacques Derrida, aber auch den Amerikaner Richard Rorty.

### Klassiker
- Auguste Comte: Cours de philosophie positive, Paris 1839.
- Rudolf Carnap: Überwindung der Metaphysik durch logische Analyse der Sprache. In: Erkenntnis 2. 1932, 219–241.
- Immanuel Kant: Kritik der reinen Vernunft, Riga 1781
- Willard Van Orman Quine: Two Dogmas of Empiricism, Synopse der Originalveröffentlichung (1951) und der Fassung in der Zweiten Ausgabe in From a logical point of view (1961).

### Sekundärliteratur
- Myung Hee Guderian: Perspektiven der Metaphysikkritik: Typologie und Analyse metaphysikkritischer Argumente. Mentis-Verlag, 2009, ISBN 3-89785-695-6.
- Panajotis Kondylis: Die neuzeitliche Metaphysikkritik. Klett-Cotta, Stuttgart 1990. Rezension von Christoph Menke
- Ursula Wolf: Warum sich die metaphysischen Fragen nicht beantworten, aber auch nicht überwinden lassen. In: Deutsche Zeitschrift für Philosophie 48. 2000, S. 499–504.
- Rüdiger Safranski: Wieviel Wahrheit braucht der Mensch. Carl Hanser 1990, ISBN 3-596-10977-9
- Adrian Pabst: Metaphysics: the creation of hierarchy. W.B. Eerdmans, 2012